# Liste der Naturdenkmäler in Lichtenau (Westfalen)
Die Liste der Naturdenkmäler in Lichtenau führt die Naturdenkmäler der Stadt Lichtenau in Nordrhein-Westfalen auf.
| Nr.       | Bezeichnung                         | Lage           | Beschreibung, Bemerkungen | Bild |
| --------- | ----------------------------------- | -------------- | ------------------------- | ---- |
| 05 2.3.4  | 1 Linde „Asseler Linde“             | Asseln         |                           |      |
| 05 2.3.3  | Eiche am Ortsrand von Asseln        | Asseln         |                           |      |
| LI 01 I   | Linde auf dem Friedhof              | Atteln         |                           |      |
| LI 02 I   | Linde „Dorflinde“                   | Blankenrode    |                           |      |
| 05 2.3.12 | Linde nordwestlich Dalheim          | Dalheim        |                           |      |
| 05 2.3.1  | Erdfall „Spielmannskuhle“           | Grundsteinheim |                           |      |
| LI 03 I   | Linde „Rickenlinde“                 | Grundsteinheim |                           |      |
| LI 04 I   | Linde „Schützenlinde“               | Grundsteinheim |                           |      |
| 05 2.3.5  | Eiche südöstlich Hakenberg          | Hakenberg      |                           |      |
| LI 06 I   | 2 Eichen am Bergring                | Hakenberg      |                           |      |
| LI 05 I   | Linde am Bergring                   | Hakenberg      |                           |      |
| LI 14 I   | Linde am Ehrenmal                   | Henglarn       |                           |      |
| 05 2.3.10 | 1 Linde „Zum Heiligenstock“         | Henglarn       |                           |      |
| 05 2.3.2  | Eiche am Emder Wald                 | Herbram        |                           |      |
| LI 15 I   | Linde an der Paderborner Straße     | Husen          |                           |      |
| 05 2.3.11 | 1 Kastanie an der Amerunger Kapelle | Husen          |                           |      |
| LI 16 I   | 2 Linden an der Altenau             | Husen          |                           |      |
| LI 17 I   | 2 Linden am Friedhof                | Husen          |                           |      |
| LI 09 I   | Linde am Winterberg                 | Iggenhausen    |                           |      |
| LI 08 I   | Linde an der Kirche                 | Iggenhausen    |                           |      |
| LI 07 I   | Linde an der Glasebachstraße        | Iggenhausen    |                           |      |
| LI 10 I   | Linde an der Kirche                 | Kleinenberg    |                           |      |
| 05 2.3.9  | 3 Schwarzpappeln am Gut Bülheim     | Kleinenberg    |                           |      |
| LI 11 I   | 6 Linden an der Wallfahrtskapelle   | Kleinenberg    |                           |      |
| LI 12 I   | Linde an der Kirche                 | Lichtenau      |                           |      |
| 05 2.3.8  | 1 Linde „Hanwilms-Linde“            | Lichtenau      |                           |      |
| LI 13 I   | Bergahorn Lange Straße              | Lichtenau      |                           |      |
| 05 2.3.6  | 1 Rotbuche „Hudebuche“              | Lichtenau      |                           |      |